# Percopsiformes
L'ordine Percopsiformes comprende diverse specie di pesci ossei d'acqua dolce.

## Etimologia
Il nome Percopsiformes deriva dalle parole greche perké + opsis -simile alla perca, e dal latino forma, ovvero, "dalla forma simile alla perca".

## Distribuzione e habitat
Questi pesci sono originari delle acque dolci del Nordamerica. 

## Descrizione
Sono generalmente piccoli pesci, di misura compresa tra i 5 e i 20 cm, secondo la specie. 

Sono classificati in base alla loro anatomia interna, pertanto anche specie molto diverse possono coesistere nella stessa famiglia.

## Classificazione
- Famiglia Amblyopsidae
- Famiglia Aphredoderidae
- Famiglia Percopsidae

## Evoluzione
I percopsiformi, tipicamente nordamericani, sono conosciuti almeno a partire dal Cretaceo superiore con Lindoeichthys, risalente al Maastrichtiano (circa 70 - 66 milioni di anni fa) e forse appartenente alla famiglia Percopsidae. Fossili isolati un po' più antichi testimonierebbero la presenza dei percopsiformi almeno dal Campaniano, circa 75 milioni di anni fa. Un altro fossile interessante è Mcconichthys, del Paleocene inferiore; numerosissimi fossili di Massamorichthys, invece, sono stati ritrovati in terreni del Paleocene superiore. Numerosi fossili di percopsiformi sono conosciuti in terreni dell'Eocene medio (circa 48 milioni di anni fa), con alcuni generi ascrivibili all'attuale famiglia Percopsidae (Amphiplaga, Erismatopterus) e con il genere Libotonius, appartenente a una famiglia a sé stante (Libotoniidae). La famiglia Aphredoderidae è nota almeno dall'Oligocene (circa 32 milioni di anni fa), con il genere Trichophanes.